# Oleg Asadulin
Oleg Asadulin (russisk: Оле́г Рави́льевич Асаду́лин) (født 5. oktober 1971 i Tjeljabinsk i Sovjetunionen) er en russisk filminstruktør og manuskriptforfatter.

## Filmografi
- Fobos. Klub strakha (Фобос. Клуб страха, 2010)[1][2]
- Zeljonaja kareta (Зелёная карета, 2015)
- Marsjrut postroen (Маршрут построен, 2016)
- Smertelnyje illjuzii (Смертельные иллюзии, 2020)